# Chung kết Cúp Liên đoàn các châu lục 2001
Chung kết Cúp Liên đoàn các châu lục 2001 là trận đấu bóng đá để tìm ra nhà vô địch của Cúp Liên đoàn các châu lục 2001. Trận đấu diễn ra tại Sân vận động quốc tế Yokohama, Yokohama, Nhật Bản, vào ngày 10 tháng 6 năm 2001 giữa hai đội Nhật Bản và Pháp. Pháp giành chiến thắng với tỉ số 1–0 với quả đá bồi vào lưới của Patrick Vieira sau khi Yoshikatsu Kawaguchi cản phá thành công quả phạt đền của Frank Leboeuf.

## Đường đến trận chung kết
| Đội      | Tr | T | H | B | BT | BB | HS | Đ |
| -------- | -- | - | - | - | -- | -- | -- | - |
| Nhật Bản | 3  | 2 | 1 | 0 | 5  | 0  | 5  | 7 |
| Brasil   | 3  | 1 | 2 | 0 | 2  | 0  | 2  | 5 |
| Cameroon | 3  | 1 | 0 | 2 | 2  | 4  | −2 | 3 |
| Canada   | 3  | 0 | 1 | 2 | 0  | 5  | −5 | 1 |

| Đội      | Tr | T | H | B | BT | BB | HS | Đ |
| -------- | -- | - | - | - | -- | -- | -- | - |
| Pháp     | 3  | 2 | 0 | 1 | 9  | 1  | 8  | 6 |
| Úc       | 3  | 2 | 0 | 1 | 3  | 3  | 1  | 6 |
| Hàn Quốc | 3  | 2 | 0 | 1 | 3  | 6  | −3 | 6 |
| México   | 3  | 0 | 0 | 3 | 1  | 8  | −7 | 0 |

## Chi tiết trận đấu
| Nhật Bản | 0–1        | Pháp       |
| -------- | ---------- | ---------- |
|          | (Chi tiết) | Vieira 30' |

| Nhật Bản | Pháp |

| GK                      | 1  | Yoshikatsu Kawaguchi |     |     |
| RB                      | 20 | Yasuhiro Hato        |     |     |
| CB                      | 4  | Ryuzo Morioka (c)    |     |     |
| CB                      | 3  | Naoki Matsuda        | 36' |     |
| LB                      | 16 | Koji Nakata          |     |     |
| RM                      | 5  | Junichi Inamoto      |     | 46' |
| CM                      | 14 | Teruyoshi Ito        |     |     |
| CM                      | 18 | Kazuyuki Toda        |     |     |
| LM                      | 21 | Shinji Ono           |     | 60' |
| CF                      | 8  | Hiroaki Morishima    | 89' |     |
| CF                      | 9  | Akinori Nishizawa    |     | 74' |
| Vào sân thay người:     |    |                      |     |     |
| MF                      | 10 | Atsuhiro Miura       |     | 46' |
| FW                      | 19 | Tatsuhiko Kubo       |     | 60' |
| FW                      | 11 | Masashi Nakayama     |     | 74' |
| Huấn luyện viên trưởng: |    |                      |     |     |
| Philippe Troussier      |    |                      |     |     |

| GK                      | 1  | Ulrich Ramé         |     |     |
| RB                      | 19 | Christian Karembeu  |     |     |
| CB                      | 18 | Frank Leboeuf       |     |     |
| CB                      | 8  | Marcel Desailly (c) |     |     |
| LB                      | 3  | Bixente Lizarazu    | 52' |     |
| RM                      | 6  | Youri Djorkaeff     |     | 65' |
| CM                      | 4  | Patrick Vieira      |     |     |
| CM                      | 7  | Robert Pirès        |     |     |
| LM                      | 11 | Sylvain Wiltord     |     |     |
| CF                      | 9  | Nicolas Anelka      |     |     |
| CF                      | 17 | Steve Marlet        |     | 58' |
| Vào sân thay người:     |    |                     |     |     |
| FW                      | 22 | Laurent Robert      |     | 58' |
| MF                      | 10 | Éric Carrière       |     | 65' |
| Huấn luyện viên trưởng: |    |                     |     |     |
| Roger Lemerre           |    |                     |     |     |

| Trợ lý trọng tài: Igor Sramka (Slovakia) Awni Hassouneh (Jordan) |